# Alfabet ciríl·lic

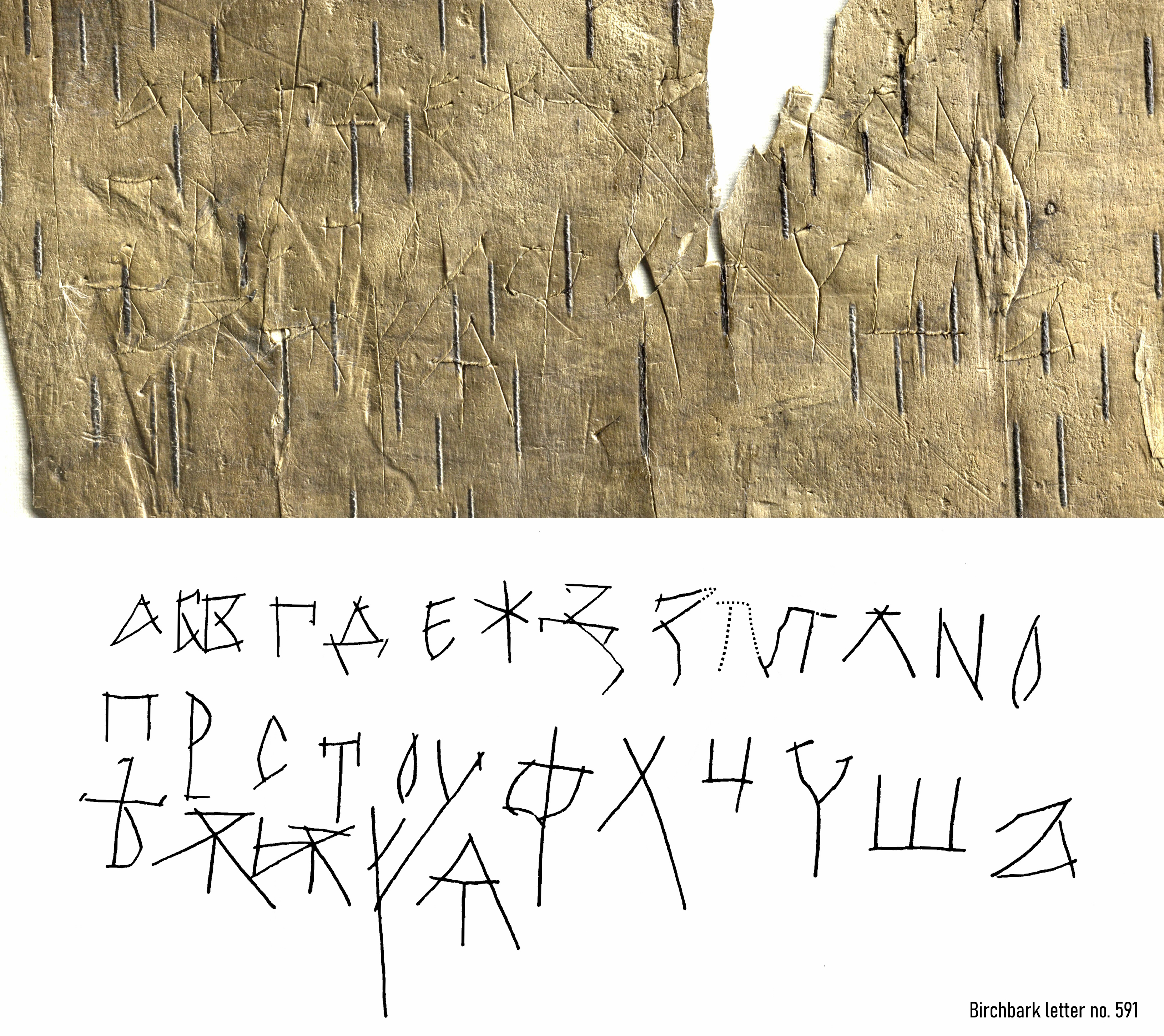
Alfabet ciríl·lic: document d'escorça de bedoll núm. 591 de Nóvgorod (1025-1050)

L'alfabet ciríl·lic és un alfabet utilitzat per a escriure sis llengües eslaves (rus, ucraïnès, belarús, serbi, macedònic i búlgar), així com altres llengües parlades a Rússia i en altres estats de l'antiga Unió Soviètica, com ara el tàtar (una llengua túrquica) i l'udmurt (una llengua finoúgrica), l'abkhaz, l'àzeri, el bosnià, el txetxè, el kazakh, el komi, el moldau, el mongol, el tadjik, l'uzbek i el iacut. Algunes repúbliques exsoviètiques que utilitzaven l'alfabet ciríl·lic per a escriure les seves llengües han canviat a l'alfabet llatí, com és el cas de l'Azerbaidjan, el Turkmenistan, l'Uzbekistan i Moldàvia. El Kazakhstan també considera la possibilitat de dur a terme aquest canvi en el futur pròxim. És un alfabet bicameral.
Aparegué cap als segles IX-x quan fou creat a partir de l'alfabet grec.
Les normes de transcripció del ciríl·lic a l'alfabet llatí difereixen segons la llengua d'origen i la llengua de destinació. Així, per exemple, el cognom rus Меньшов es pot transcriure com a Ménxov (català), Menchov (portuguès, francès), Menshov (anglès, castellà), Menschow (alemany) o Mensjov (neerlandès). D'altra banda, la transliteració del ciríl·lic al llatí sol seguir unes normes estàndards internacionals.
L'alfabet, o com a mínim, una de les seves variants, és oficial en diverses organitzacions. Amb l'adhesió de Bulgària a la Unió Europea l'1 de gener de 2007, el ciríl·lic es va convertir en el tercer alfabet emprat en un idioma oficial de la UE, juntament amb l'alfabet llatí i el grec modern.

## Història
El fet que Ciril de Tessalònica, anomenat «el filòsof», creà l'alfabet i les primeres traduccions en antic eslau és a hores d'ara incontestable. Tanmateix, una de les qüestions més interessants que resta sense resposta unívoca fins i tot a hores d'ara, tracta de la creació, en un període relativament breu, de dos alfabets: l'alfabet ciríl·lic i l'alfabet glagolític. No hi ha una opinió unànime sobre quin dels dos va ser creat per Constantí Ciril.
D'acord amb la hipòtesi més estesa sobre la creació d'ambdós alfabets, el ciríl·lic faria la seva aparició, cronològicament, després del glagolític. Des d'un punt de vista acústic i gràfic, el ciríl·lic està basat en la uncial grega. Seria el búlgar Climent d'Ocrida, un dels deixebles de Constantí (Ciril), qui l'hauria creat, i li hauria donat el nom del seu professor, en senyal de respecte. Correspon a la composició fonètica de l'antic eslau i té una grafia original; alguns caràcters indiquen que el disseny de les lletres segueix les normes de la secció àuria (la relació del costat petit i del gran respecte al conjunt són idèntiques). Si bé entre l'alfabet glagolític i l'alfabet ciríl·lic existeix una certa continuïtat, no per això hom deixa d'apreciar-hi diferències significatives. L'alfabet ciríl·lic reemplaçà ràpidament l'alfabet glagolític, primer a Bulgària oriental, i especialment en la capital de l'època, Preslav. A l'escola d'Ocrida l'alfabet glagolític estigué més estès i fou emprat durant més temps. Hi ha alguns monestirs a la vora de la mar Adriàtica, a Croàcia, on el glagolític fou utilitzat en criptografia fins al segle xix.
Segons la segona hipòtesi, Constantí (Ciril) seria l'autor d'ambdós alfabets, la qual cosa significaria que hauria traduït els principals llibres litúrgics dos cops. El 855, hauria creat l'alfabet ciríl·lic derivat de l'escriptura grega, adaptant-lo al llenguatge eslau, i immediatament hauria traduït els llibres litúrgics per a les necessitats dels eslaus de la regió del riu Bregalnica (Macedònia del nord-oest). Més tard, el 862-863, hauria creat l'alfabet glagolític, en copiar altre cop els llibres ja traduïts, a fi i efecte de donar a la seva missió a Moràvia una expressió cristiana universal. Les representacions (lletres) per a sons estranys al grec foren preses d'altres llocs no ben determinables.
L'obra de Ciril i Metodi fou continuada pels seus deixebles Climent, Naüm, Gorazd i Sava, els quals, quan va arribar a Bulgària, van rebre el suport del rei de Bulgària, Borís I. Aquest va atorgar reconeixement oficial a l'alfabet ciríl·lic i l'antic búlgar, en el marc del seu imperi. La literatura produïda en l'antic idioma búlgar aviat va començar a difondre's cap al nord i es va convertir en la lingua franca de l'Europa oriental, on va arribar a ser conegut també com a antic eslau eclesiàstic. L'extensió de la literatura eslava coneguda com a "edat d'or" fa referència al període en què va regnar el rei Simeó el Gran de Bulgària. Posteriorment, l'antic eslau eclesiàstic penetraria a Sèrbia i a finals del segle x seria la llengua de l'Església de la Rus de Kíev.
El 1708-1711 el tsar Pere I va emprendre la reforma de l'alfabet rus, amb l'eliminació dels signes diacrítics, l'abolició d'algunes lletres i la legitimació d'altres (aproximant-se a les fonts llatines d'aquell temps). Es van introduir lletres minúscules en l'alfabet (anteriorment només hi havia majúscules). L'alfabet fou dotat de caràcters "profans" (graždanskij šrift), mentre els antics caràcters restaven com a propis de l'ús eclesiàstic. L'alfabet ciríl·lic profà, amb poques variants, és usat també en les llengües ucraïnesa, sèrbia i búlgara i fou utilitzat pels romanesos (vegeu alfabet ciríl·lic romanès) fins al 1862, quan el príncep Alexandru Ioan Cuza en va decretar la seva substitució per l'alfabet llatí.
Durant més de tres segles, l'alfabet rus ha experimentat diverses reformes. En general s'ha reduït el nombre de lletres, amb l'excepció de les lletres "Э" i "Й" (també usades abans, però legalitzades al segle xviii), i l'única lletra d'"autor": "Ё ", proposada per la princesa Iekaterina Dàixkova. L'última gran reforma de l'alfabet rus es va produir els anys 1917-1918 (vegeu reforma ortogràfica russa del 1918), com a resultat de la qual va aparèixer l'actual alfabet rus format per 33 lletres. Aquest alfabet va ser també la base del de moltes llengües no eslaves de l'antiga Unió Soviètica i Mongòlia (llengües que abans del segle xx o bé no s'escrivien, o ho feien amb altres tipus d'escriptura: àrab, xinesa, alfabet tradicional mongol, etc.).
L'alfabet utilitzat per la moderna Església eslava de l'Església ortodoxa i l'Església catòlica oriental s'assembla al ciríl·lic primerenc. Tanmateix, durant els següents deu segles, l'alfabet ciríl·lic es va adaptar als llenguatges parlats i als canvis produïts en aquests vernacles, a les variacions regionals, i a les característiques de les llengües nacionals, i va ser objecte de reformes acadèmiques i recolzat per decrets polítics. Avui en dia, dotzenes d'idiomes d'Europa oriental i Àsia estan escrits en l'alfabet ciríl·lic.
Els caràcters de l'alfabet ciríl·lic són transliterats generalment, en els mitjans científics, segons el sistema establert per l'Institut de Ciències Lingüístiques de l'URSS o també segons el sistema ISO.

## Caràcters de l'alfabet ciríl·lic rus
| Majúscules | Minúscules | Nom en rus   | So (AFI)                            | Transcripció al català | Exemples                   |
| --- | ---------- | ------------ | ----------------------------------- | ---------------------- | -------------------------- |
| А | а          | A            | /a/                                 | a                      | casa                       |
| Б | б          | be           | /b/                                 | b                      | banyar-se                  |
| В | в          | ve           | /v/                                 | v                      | valencià no betacista: vi  |
| Г | г          | gue          | /g/, /ɦ/                            | g                      | garrafa                    |
| Д | д          | de           | /d/                                 | d                      | dit                        |
| E | е          | ie           | /jɛ/                                | e                      | ieti                       |
| Ё | ё          | io           | /jo/                                | io                     | iogurt (català occidental) |
| Ж | ж          | ge           | /ʒ/                                 | j                      | gerani                     |
| З | з          | ze           | /z/                                 | z                      | rosa                       |
| И | и          | i            | /i/                                 | i                      | vida                       |
| Й | й          | i kràtkoie   | /j/                                 | i                      | i consonàntica en ianqui   |
| К | к          | ka           | /k/                                 | k                      | cavall                     |
| Л | л          | el           | /l/                                 | l                      | parlar                     |
| М | м          | em           | /m/                                 | m                      | màgia                      |
| Н | н          | en           | /n/                                 | n                      | no                         |
| О | о          | o            | /o/                                 | o                      | or                         |
| П | п          | pe           | /p/                                 | p                      | partir                     |
| Р | р          | er           | /r/                                 | r                      | repetir                    |
| С | с          | es           | /s/                                 | s                      | terrassa                   |
| Т | т          | te           | /t/                                 | t                      | torre                      |
| У | у          | u            | /u/                                 | u                      | voluntat                   |
| Ф | ф          | ef           | /f/                                 | f                      | falla                      |
| Х | х          | ha           | /x/                                 | kh                     | castellà: jerga            |
| Ц | ц          | tse          | /ts/                                | ts                     | potser                     |
| Ч | ч          | txe          | /ʧ/                                 | tx                     | empatx                     |
| Ш | ш          | xa           | /ʃ/                                 | x                      | xerrameca                  |
| Щ | щ          | xtxa         | /ʃʧ/                                | sx                     | peix txec                  |
| Ъ | ъ          | tviordi znak | signe fort sense palatalització¹    | no es transcriu        |                            |
| Ы | ы          | i            | /ɨ/                                 | i                      |                            |
| Ь | ь          | miaki znak   | signe feble /j/ amb palatalització² | no es transcriu        | iotització                 |
| Э | э          | e oborotnoie | /ɛ/                                 | e                      | alfabet                    |
| Ю | ю          | iu           | /ju/                                | iu                     | Iugoslàvia                 |
| Я | я          | ia           | /ja/                                | ia                     | iaio                       |
| ¹ ús molt rar en rus, s'utilitza en búlgar i ha desaparegut dels altres alfabets contemporanis. ² indica palatalització d'una consonant quan esta no va seguida de vocal palatalitzada (Е, Ё, Ю i Я). |            |              |                                     |                        |                            |

- La г es transcriu per g en català i gu davant de e/i.
- La e es transcriu per e en català i ie a començament de mot.
- La ш es transcriu per x en català o ix després de vocal: шкаф (xkaf) / Пушкин (Puixkin)
- La лл es transcriu per l·l en català: Алла (Al·la)
- La c es transcriu per s en català i ss entre vocals: сахар (sàkhar) / Василии (Vassili)

## Grafia manuscrita i cursiva
La grafia manuscrita cursiva dels caràcters ciríl·lics difereix de la lletra d'impremta en el mateix grau que les nostres lletres llatines. A més a més, en certes edicions, la itàlica impresa minúscula adopta la forma de les lletres cursives (cosa que, tipogràficament, aporta la diferència entre obliqües i itàliques). Tanmateix, algunes cursives no són idèntiques segons si són manuscrites o impreses (en la taula següent aquestes són senyalades pel seu color blau).
Aquesta taula mostra les lletres de l'alfabet ciríl·lic rus, tot i que hi manca la Ё.
Llegenda
Fila 1: caràcters d'impremta en romanes; fila 2: caràcters d'impremta en itàlica; fila 3: caràcters manuscrits cursius.
Finalment, en serbi i en macedònic, les itàliques cursives de les minúscules б, г, д, п, i т tenen encara una altra aparença, sovint més propera encara de la grafia manuscrita:

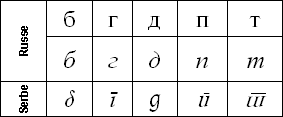
Diferències entre el serbi i el rus. Nota: en aquestes llengües, la lletra д en minúscula romana es traça δ

## Tipografia ciríl·lica
El desenvolupament de la tipografia ciríl·lica va passar directament de l'època medieval al barroc tardà, sense una etapa renaixentista, com a la resta d'Europa occidental. Les lletres ciríl·liques d'època medieval tardana —encara visibles en moltes icones— es caracteritzen per ser força altes i estretes, sovint compartint traços entre lletres adjacents.
A principis del segle xviii, el tsar Pere I de Rússia va ordenar l'ús d'una tipografia occidentalitzada, la qual fou progressivament adoptada per altres llengües que empren aquest alfabet. A diferència de la majoria de famílies tipogràfiques gregues modernes —que per bé que per a les majúscules segueixen principis de disseny propis dels alfabets llatins, mantenen els seus propis principis pel que fa al disseny de les lletres minúscules, com l'ús de serifes, la forma dels remats de les lletres, i regles sobre el gruix dels traços—, les famílies tipogràfiques ciríl·liques modernes són molt similars a les llatines. El desenvolupament de tipografies ciríl·liques per als ordinadors, dut a terme a partir de les famílies tipogràfiques llatines, també ha contribuït a la llatinització visual de la tipografia ciríl·lica.
Les majúscules i les minúscules ciríl·liques no són tan diferents entre si com en els alfabets llatins. Les minúscules rodones ciríl·liques són essencialment versaletes, amb algunes excepcions, com la ⟨а⟩, ⟨е⟩, ⟨р⟩, i la ⟨у⟩, que han adoptat formes minúscules occidentals. La ⟨ф⟩ minúscula és típicament dissenyada sota la influència de la ⟨p⟩ llatina, i la ⟨б⟩ minúscula és una forma manuscrita tradicional, per bé que una família tipogràfica ciríl·lica de bona qualitat inclou glifs específics en versaletes.

## Romanització

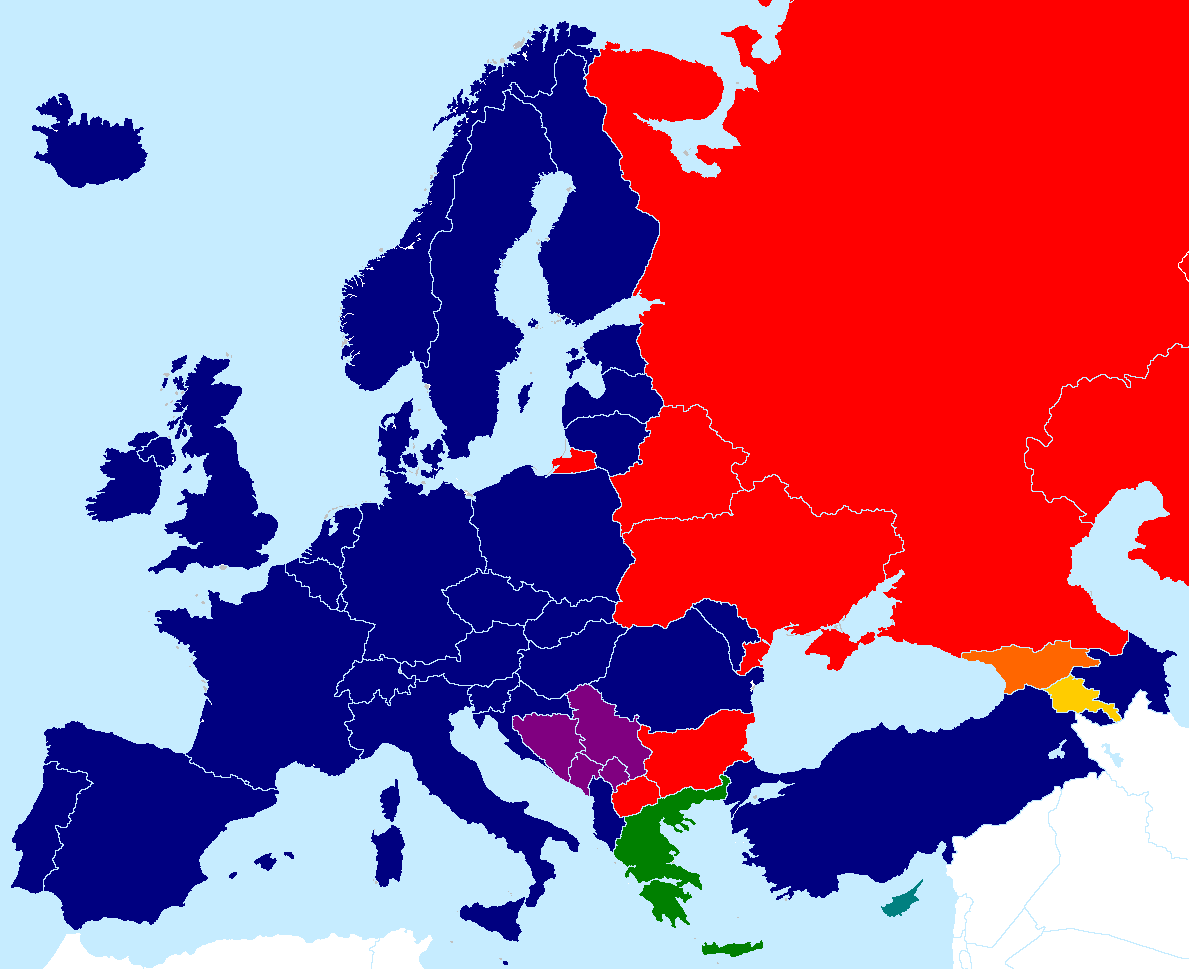
Mapa d'estats europeus segons l'alfabet oficial

Hi ha diversos sistemes per a la romanització del text ciríl·lic, incloent-hi la transliteració per transmetre l'ortografia ciríl·lica a l'alfabet llatí, i la transcripció per transmetre'n la pronunciació.
Els sistemes de transliteració del ciríl·lic al llatí estàndard inclouen:
- transliteració científica, que s'utilitza en la lingüística, es basa en l'alfabet txec llatí i parteix del principi que, si ja hi ha llengües eslaves que fan servir l'alfabet llatí, es pot utilitzar el mateix sistema per transliterar les llengües eslaves escrites en alfabet ciríl·lic.
- El Grup de Treball sobre sistemes de romanització[17] de les Nacions Unides recomana diferents sistemes per a idiomes específics. Aquests són els més utilitzats en tot el món:
- ISO 9: 1995, de l'Organització Internacional de Normalització.
- American Library Association i Taules de romanització dels alfabets eslaus de la Biblioteca del Congrés dels alfabets eslaus (romanització ALA-LC), que s'utilitza en les biblioteques dels Estats Units.
- Romanitzatció BGN/PCGN (1947), Consell dels Estats Units de Noms Geogràfics i Comitè Permanent de Noms Geogràfics per a ús britànic oficial).
- GOST 16876-71, un estàndard de transliteració de l'època soviètica que ja no existeix. Substituït per GOST 7.79, que és un equivalent de l'ISO 9.
- Codificació volapuk, una representació informal de text ciríl·lic sobre l'alfabet llatí ASCII.

## Controvèrsia
A vegades, l'alfabet ciríl·lic ha estat objecte de polèmica a causa de la seva forta associació amb el rus o el serbi. Després de la desintegració de la Unió Soviètica el 1991, algunes de les antigues repúbliques van deixar d'usar l'alfabet ciríl·lic per passar al llatí. La transició s'ha fet gairebé totalment a Moldàvia (excepte a la regió de Transnístria), Turkmenistan i Azerbaijan, però l'Uzbekistan encara usa els dos sistemes. A Romania s'havia fet la transició a l'alfabet llatí al llarg del segle xix i, per tant, no hi hagué canvis. A Croàcia, per exemple, hi ha hagut protestes contra el projecte de posar doble senyalització en alfabet llatí i en ciríl·lic a les zones on els serbis representen un terç o més de la població, ja que reobre les ferides de la Guerra de Iugoslàvia. A Vukovar, uns manifestants arrencaren senyals amb text en ciríl·lic.

## Codificació d'ordinador

### Unicode
En l'Unicode 6.0, les lletres del ciríl·lic, inclosos els alfabets nacionals i històrics, estan representats per quatre blocs:
- Ciríl·lic U+0400–U+04FF
- Ciríl·lic complementari U+0500–U+052F
- Ciríl·lic ampliat-A U+2DE0–U+2DFF
- Ciríl·lic ampliat-B U+A640–U+A69F

Dos caràcters (derivats) del ciríl·lic són U+1D2B i U+1D78.
Els caràcters en l'interval U+0400 a U+045F són bàsicament els caràcters de l'ISO 8859-5 que s'han desplaçat 864 cap amunt. Els caràcters en l'interval U+0460 a U+0489 són lletres històriques que en l'actualitat no s'utilitzen. Els caràcters en l'interval U+048A a U+052F són lletres addicionals per a diverses llengües que s'escriuen amb alfabet ciríl·lic.
L'Unicode com a norma general no inclou les lletres ciríl·liques accentuades, amb unes poques excepcions:
- combinacions que són considerades com a lletres separades dels respectius alfabets, com Й, Ў, Ё, Ї, Ѓ, Ќ (així com moltes lletres d'alfabets no eslaus);
- dues de les combinacions ortogràfiques més freqüents requerides per distingir homònims en búlgar i macedoni: Ѐ, Ѝ;
- Unes poques combinacions en antic i nou eslau eclesiàstic: Ѷ, Ѿ, Ѽ.

Per indicar les vocals llargues o accentudades, es pot utilitzar una combinació de caràcters diacrítics després de la respectiva lletra (per exemple, ы́ э́ ю́ я́, etc.).
Alguns idiomes, inclòs l'eslau eclesiàstic, encara no són suportats del tot.
L'Unicode 5.1, que va sortir a la llum el 4 d'abril del 2008, va introduir canvis importants en els blocs del ciríl·lic. Les revisions dels blocs ciríl·lics anteriors, i l'addicció del ciríl·lic ampliat A (2DE0...2DFF) i el ciríl·lic ampliat B (A640... A69F), que millora significativament el suport per a l'alfabet ciríl·lic arcaic, abkhaz, aleutià, txuvaix, kurd, i mordovià.

### Altres
La puntuació per a un text en ciríl·lic és similar a la utilitzada en les llengües europees amb alfabets llatins.
Altres sistemes de codificació de caràcters per al ciríl·lic són:
- CP866 - codificació de caràcters ciríl·lics DE 8 bits creada per Microsoft per al seu ús a MS-DOS, també conegut com a alternativa GOST. Els caràcters ciríl·lics van en l'ordre nadiu, amb una "finestra" per als caràcters pseudogràfics.
- ISO/IEC 8859-5 - codificació de caràcters ciríl·lics de 8 bits creada per Organització Internacional per a l'Estandardització.
- KOI8-R - codificació de caràcters nadius russos de 8 bits. Inventat a l'URSS per al seu ús en els clons soviètics dels ordinadors IBM i DEC estatunidencs. Els caràcters ciríl·lics van en l'ordre dels seus homòlegs llatins, cosa que permetia que el text romangués llegible després de la transmissió amb una línia de 7 bits que retira el bit més significatiu de cada byte; el resultat es va convertir en una molt aspra, però llegible, transliteració llatina del ciríl·lic. Codificació estàndard de principis dels 90 per a sistemes Unix i la primera codificació d'Internet del rus.
- KOI8-U - KOI8-R amb l'addició de les lletres ucraïneses.
- MIK - codificació de caràcters nadius búlgars de 8 bits per al seu ús a Microsoft DOS.
- Windows 1251 - codificació de caràcters ciríl·lics 8 bits creada per Microsoft per al seu ús a Microsoft Windows. Codificació ciríl·lica més simple en 8 bits — 32 caràcters majúsculs en ordre natiu a 0xc0–0xdf, 32 caràcters usuals a 0xe0–0xff, amb caràcters d'ús més excepcional tipus "YO" en algun altre lloc. No és pseudogràfic. Antiga codificació estàndard en algunes distribucions de GNU/Linux per al belarús i búlgar, però actualment ha estat desplaçat per UTF-8.
- GOST-main.
- GB 2312 - principalment és una codificació simplificada xinesa, però també hi ha les 33 lletres bàsiques del ciríl·lic rus (en majúscules i minúscules).
- JIS i Shift JIS - principalment codificacions japoneses, però també hi ha les 33 lletres del ciríl·lic rus bàsiques (en majúscules i minúscules).

### Distribució als teclats
Cada llengua té la seva pròpia disposició de teclat estàndard, adoptat a partir de les màquines d'escriure. Amb la flexibilitat dels sistemes d'introducció de dades dels ordinadors, també hi ha distribucions de teclats per a transliteració o distribucions de teclat fonètic-homofònic fetes pels mecanògrafs que estan més familiaritzats amb altres dissenys, com per exemple el teclat QWERTY. Quan no es disposa de teclats o fons en ciríl·lic, els usuaris d'ordinador de vegades utilitzen la transliteració o una mena de "codificació volapuk" per escriure les llengües que habitualment s'escriuen en alfabet ciríl·lic.